# Titularbistum Egnatia
Egnatia (ital.: Egnazia) ist ein Titularbistum der römisch-katholischen Kirche. 
Es geht zurück auf einen antiken Bischofssitz in der gleichnamigen Stadt, die sich in der römischen Provinz Byzacena bzw. Africa proconsularis in der Sahelregion von Tunesien befand.
| Titularbischöfe von Egnatia |                                               | |                   |                   |
| Nr.                         | Name                                          | Amt | von               | bis               |
| 1                           | Louis Lévesque                                | Koadjutorerzbischof von Rimouski (Kanada) | 13. April 1964    | 25. Februar 1967  |
| 2                           | Daniel Anthony Cronin                         | Weihbischof in Boston (USA) | 10. Juni 1968     | 30. Oktober 1970  |
| 3                           | Miguel Gatan Purugganan                       | Weihbischof in Nueva Segovia (Philippinen) | 23. Januar 1971   | 21. Januar 1974   |
| 4                           | Antônio de Souza CSS                          | Koadjutorbischof von Assis (Brasilien) | 9. Februar 1974   | 20. Juli 1977     |
| 5                           | Paulino Fernandes Madeca                      | Weihbischof in Luanda (Angola) | 22. Juli 1983     | 2. Juli 1984      |
| 6                           | Juozas Preikšas                               | Weihbischof in Kaunas und Vilkaviškis Apostolischer Administrator von Kaunas und Vilkaviškis Apostolischer Administrator von Panevėžys (Litauen) | 31. Oktober 1984  | 24. Dezember 1991 |
| 7                           | Norbert Trelle                                | Weihbischof in Köln (Deutschland) | 25. März 1992     | 29. November 2005 |
| 8                           | Dionisio Lachovicz OSBM (Dionisio Liakhovych) | Weihbischof in Kiew-Halytsch (Ukraine) | 21. Dezember 2005 | 24. Oktober 2020  |